# 南布列塔尼大学
 南布列塔尼大学（法語：Université de Bretagne-Sud），是法国莫尔比昂省的一所公立综合性大学。学校是布列塔尼最年轻的大学，校区分布在洛里昂、蓬蒂维和瓦讷三个城市。

## 历史
南布列塔尼大学的前身是雷恩第一大學设在布列塔尼南部城市的部分学院，于1995年正式成立。

## 院系设置
- 法律经济管理学院
- 文学语言社会科学学院
- 科学技术工程学院
- 洛里昂大学技术学院
- 瓦讷大学技术学院
- 南布列塔尼国立高等工程师学校

## 大学基金会
南布列塔尼大学基金会于2008年12月董事会投票决定成立，2009年7月南布列塔尼大学于其他五个创始机构共同签署了基金会的文件。成立大学基金会主要有三个目的：帮助学生学习和学生组织的建设、支持校友会的运作、帮助毕业生得到更多的就业机会。捐赠的企业可以获得捐赠额百分之六十的企业所得税抵扣，捐赠个人则可获得百分之六十六的所得会抵扣。

## 校园
2010年，大学在瓦讷、洛里昂和蓬蒂维三处设有校区，洛里昂大学技术学院位于蓬蒂维校区。

### 洛里昂校区
大学在洛里昂分别有人文社会科学和工程技术两处校园。

### 瓦讷校区
大学的工程师学校和科学技术工程学院均位于此校区，法律经济管理学院也位于瓦讷。